# Magnus Iwanowitsch von Brevern

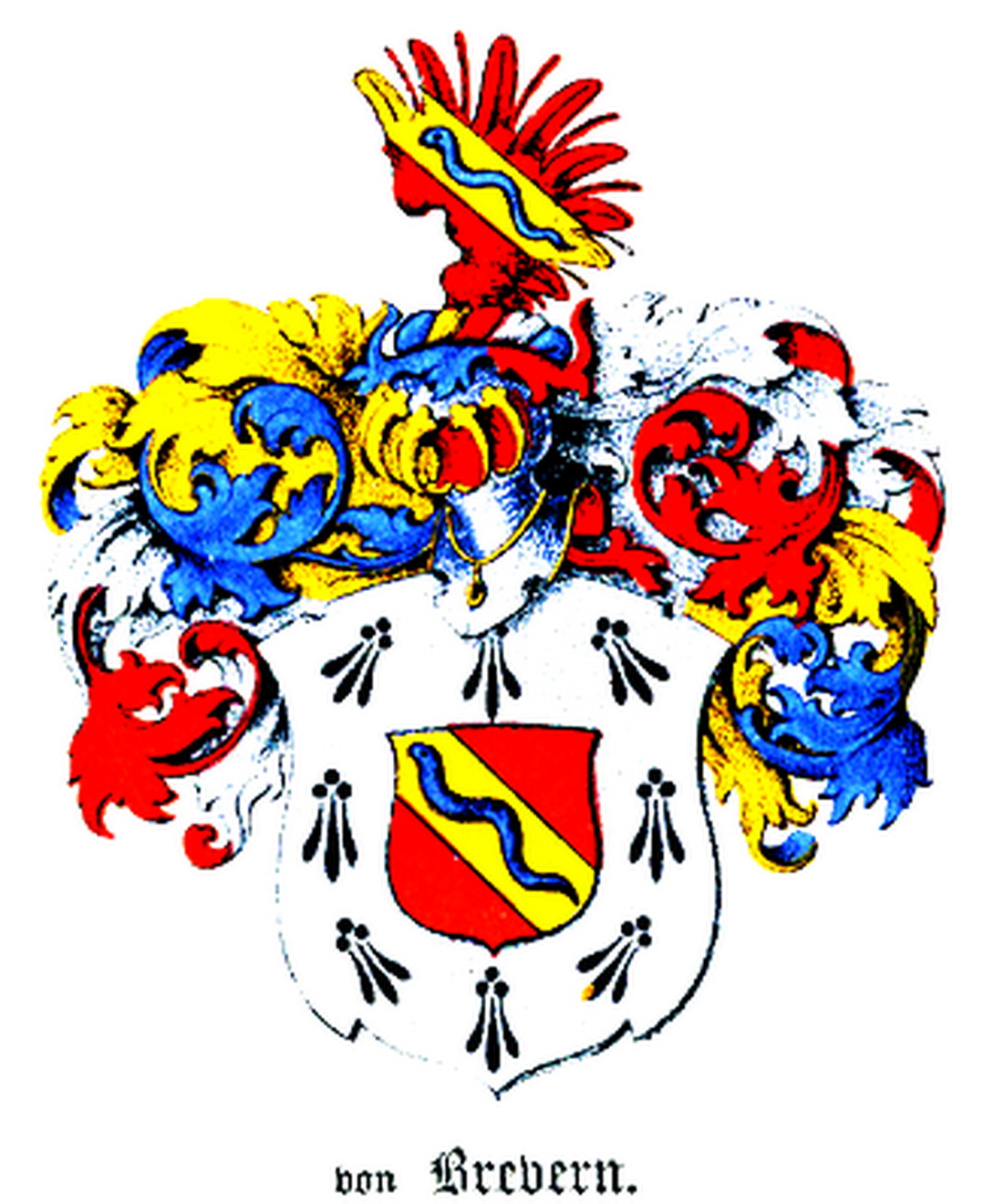
Wappen derer von Brevern

Magnus Gabriel Bernhard Iwanowitsch von Brevern (russisch Магнус Иванович Бреверн; * 14. Dezember 1825 in Alu, Harjumaa, Estland; † 21. August 1878 in Odessa, Russisches Kaiserreich) war ein russischer Generalmajor der  Kaiserlich-russischen Armee. Er stammte aus der deutsch-baltischen Adelsfamilie der „von Brevern“.

## Militärische Laufbahn
Seine soldatische Ausbildung begann 1846 auf der Militärhochschule der Artillerie und späteren Militärakademie der Artillerie in St. Petersburg. Als Fähnrich wechselte er in eine Berittenen Artilleriebrigade und begann 1849 er seinen Dienst bei der Feldartillerie. Im Jahre 1850 wechselte er in die 2. Batterie der Garde-Artillerie und wurde 1856 deren Kommandant. 1860 wurde er zum Major befördert und 1861 wurde er mit dem Dienstgrad Hauptmann zum Kommandeur einer Abteilung der Terek-Kosaken beordert. Am 17. April 1863 wurde er zum Oberstleutnant befördert und nahm 1865 als Beobachter der kaiserlich-russischen Armee an Manövern der preußischen Truppen teil. Seine Beförderung zum Oberst erfolgte am 4. April 1865 und er übernahm das Kommando über eine Gardereiter-Batterie. Am 30. August 1873 wurde er im Rang eines Generalmajors Kommandeur einer Garde-Kavallerie-Brigade. Es folgte 1875 eine Verwendung im kaiserlichen Gefolge „Seiner Majestät Kaiserliche Suite“ des Zaren Alexander II. 1877 wurde er Mitglied im Ausschuss für das Gerät und die Ausbildung der Truppen. Während des russisch-osmanischen Kriegs von 1877–1878 befehligte er eine Artilleriebrigade und wurde am 10. August 1877 zum Stabschef der Gardeartillerie ernannt. Nach dem Kriegseinsatz leitete er die militärische Evakuierung des russischen Gardekorps nach Bulgarien und verstarb am 21. August 1878 plötzlich in Odessa.

## Ordensverleihungen

### Russische Orden
- Orden des St. Stanislaus (Romanow)  3. Klasse (1858)
- Sankt Anna-Orden 3. Klasse (1861)
- Orden des heiligen Stanislaus 2. Klasse (8. November 1863)
- Sankt-Anna-Orden 2. Klasse (1865)
- Orden des Heiligen Wladimir 4. Klasse (14. März 1867)
- Orden des heiligen Wladimir 3. Grades (30. August 1871)
- Russischer Orden des Heiligen Georg 4. Klasse (16. Dezember 1877)
- Goldenes Schwert mit der Aufschrift „Für Tapferkeit“ (10. August 1878)

### Ausländische Orden
- Preußischen Orden des Roten Adler 3. Klasse (1864)
- Österreichisch-kaiserlicher Leopold-Orden 2. Klasse (23. Oktober 1872)
- Preußischen Roter Adlerorden 2. Klasse (20. April 1874)
- Kommandeurskreuz mit Stern des Ordens von Franz Joseph von Österreich (7. Februar 1874)
- Orden des Heiligen Olav von Schweden 2. Klasse (10. November 1875)
- Großkreuz des Ordens von Franz Joseph von Österreich (17. November 1876)

## Familie
Die Großeltern von Magnus I. von Brevern waren Heinrich Johann von Brevern (1749–1803) und Anna Elisabeth  Staël von Holstein. Seine Eltern waren deren Sohn Heinrich Johann (Iwan) von Brevern auf Kostifer (1775–1850), der in zweiter Ehe mit Marie De la Gardie (1786–1876) verheiratet war. 
Seine Brüder waren Pontus Alexander Ludwig Graf Brevern-de la Gardie (1814–1890), schwedischer Graf und General in der kaiserlich-russischen Armee, und Georg Karl von Brevern (1807–1892), Jurist, Wirklicher Geheimrat und Mitglied des russischen Staatsrates. Der Bruder seines Vaters Christoph Engelbrecht von Brevern (1782–1863) war livländischer Zivilgouverneur.
Magnus I. Brevern heiratete (21. August 1858, Odessa) Adelaide Wilhelmine Gertrude von Straelborn (1832–1898). Die Ehe blieb ohne Nachkommen.